# Stictosia illatalis
Stictosia illatalis là một loài bướm đêm thuộc phân họ Arctiinae, họ Erebidae.